# Eimeria osmeri
Eimeria osmeri is een soort in de taxonomische indeling van de Myzozoa, een stam van microscopische parasitaire dieren. Het organisme komt uit het geslacht Eimeria en behoort tot de familie Eimeriidae. Eimeria osmeri werd in 1974 ontdekt door Molnar & Fernando.